# 18e étape du Tour d'Espagne 2018
La 18e étape du Tour d'Espagne 2018 se déroule le 13 septembre 2018, entre Ejea de los Caballeros et Lérida, sur un parcours de 186,1 kilomètres. L'étape a été remportée par Jelle Wallays devant son compagnon d'échappée Sven Erik Bystrøm, le peloton étant revenu juste derrière.

## Résultats

### Classement de l'étape
| \| Classement de l'étape \| Classement de l'étape \| Classement de l'étape \| Classement de l'étape \| Classement de l'étape \| \| Coureur \| Coureur \| Pays \| Équipe \| Temps \| \| --------------------- \| --------------------- \| --------------------- \| ------------------------- \| --------------------- \| \| 1er \| Jelle Wallays \| Belgique \| Lotto-Soudal \| 3 h 57 min 03 s \| \| 2e \| Sven Erik Bystrøm \| Norvège \| UAE Team Emirates \| + 0 s \| \| 3e \| Peter Sagan \| Slovaquie \| Bora-Hansgrohe \| + 0 s \| \| 4e \| Elia Viviani \| Italie \| Quick-Step Floors \| + 0 s \| \| 5e \| Iván García Cortina \| Espagne \| Bahrain-Merida \| + 0 s \| \| 6e \| Danny van Poppel \| Pays-Bas \| LottoNL-Jumbo \| + 0 s \| \| 7e \| Jon Aberasturi \| Espagne \| Euskadi-Murias \| + 0 s \| \| 8e \| Tom Van Asbroeck \| Belgique \| EF Education First-Drapac \| + 0 s \| \| 9e \| Giacomo Nizzolo \| Italie \| Trek-Segafredo \| + 0 s \| \| 10e \| Ryan Gibbons \| Afrique du Sud \| Dimension Data \| + 0 s \| |                     |                |                           |                 |
| |                     |                |                           |                 |
| Source : ProCyclingStats |                     |                |                           |                 |
| Classement de l'étape |                     |                |                           |                 |
| Coureur | Coureur             | Pays           | Équipe                    | Temps           |
| 1er | Jelle Wallays       | Belgique       | Lotto-Soudal              | 3 h 57 min 03 s |
| 2e | Sven Erik Bystrøm   | Norvège        | UAE Team Emirates         | + 0 s           |
| 3e | Peter Sagan         | Slovaquie      | Bora-Hansgrohe            | + 0 s           |
| 4e | Elia Viviani        | Italie         | Quick-Step Floors         | + 0 s           |
| 5e | Iván García Cortina | Espagne        | Bahrain-Merida            | + 0 s           |
| 6e | Danny van Poppel    | Pays-Bas       | LottoNL-Jumbo             | + 0 s           |
| 7e | Jon Aberasturi      | Espagne        | Euskadi-Murias            | + 0 s           |
| 8e | Tom Van Asbroeck    | Belgique       | EF Education First-Drapac | + 0 s           |
| 9e | Giacomo Nizzolo     | Italie         | Trek-Segafredo            | + 0 s           |
| 10e | Ryan Gibbons        | Afrique du Sud | Dimension Data            | + 0 s           |

## Classements à l'issue de l'étape

### Classement général
| \| Classement général \| Classement général \| Classement général \| Classement général \| Classement général \| \| Coureur \| Coureur \| Pays \| Équipe \| Temps \| \| ------------------ \| ------------------ \| ------------------ \| ------------------------- \| ------------------ \| \| 1er \| Simon Yates \| Royaume-Uni \| Mitchelton-Scott \| 73 h 02 min 37 s \| \| 2e \| Alejandro Valverde \| Espagne \| Movistar Team \| + 25 s \| \| 3e \| Enric Mas \| Espagne \| Quick-Step Floors \| + 1 min 22 s \| \| 4e \| Miguel Ángel López \| Colombie \| Astana \| + 1 min 36 s \| \| 5e \| Steven Kruijswijk \| Pays-Bas \| LottoNL-Jumbo \| + 1 min 48 s \| \| 6e \| Nairo Quintana \| Colombie \| Movistar Team \| + 2 min 11 s \| \| 7e \| Ion Izagirre \| Espagne \| Bahrain-Merida \| + 4 min 09 s \| \| 8e \| Rigoberto Urán \| Colombie \| EF Education First-Drapac \| + 4 min 36 s \| \| 9e \| Thibaut Pinot \| France \| Groupama-FDJ \| + 5 min 31 s \| \| 10e \| Tony Gallopin \| France \| AG2R La Mondiale \| + 6 min 05 s \| |                    |             |                           |                  |
| |                    |             |                           |                  |
| Source : ProCyclingStats |                    |             |                           |                  |
| Classement général |                    |             |                           |                  |
| Coureur | Coureur            | Pays        | Équipe                    | Temps            |
| 1er | Simon Yates        | Royaume-Uni | Mitchelton-Scott          | 73 h 02 min 37 s |
| 2e | Alejandro Valverde | Espagne     | Movistar Team             | + 25 s           |
| 3e | Enric Mas          | Espagne     | Quick-Step Floors         | + 1 min 22 s     |
| 4e | Miguel Ángel López | Colombie    | Astana                    | + 1 min 36 s     |
| 5e | Steven Kruijswijk  | Pays-Bas    | LottoNL-Jumbo             | + 1 min 48 s     |
| 6e | Nairo Quintana     | Colombie    | Movistar Team             | + 2 min 11 s     |
| 7e | Ion Izagirre       | Espagne     | Bahrain-Merida            | + 4 min 09 s     |
| 8e | Rigoberto Urán     | Colombie    | EF Education First-Drapac | + 4 min 36 s     |
| 9e | Thibaut Pinot      | France      | Groupama-FDJ              | + 5 min 31 s     |
| 10e | Tony Gallopin      | France      | AG2R La Mondiale          | + 6 min 05 s     |

| Classement par points | Classement par points | Classement par points | Classement par points | Classement par points |
| Coureur               | Coureur               | Pays                  | Équipe                | Points                |
| --------------------- | --------------------- | --------------------- | --------------------- | --------------------- |
| 1er                   | Alejandro Valverde    | Espagne               | Movistar Team         | 117 pts               |
| 2e                    | Peter Sagan           | Slovaquie             | Bora-Hansgrohe        | 99 pts                |
| 3e                    | Dylan Teuns           | Belgique              | BMC Racing Team       | 93 pts                |
| 4e                    | Elia Viviani          | Italie                | Quick-Step Floors     | 80 pts                |
| 5e                    | Miguel Ángel López    | Colombie              | Astana                | 71 pts                |
| 6e                    | Benjamin King         | États-Unis            | Dimension Data        | 69 pts                |
| 7e                    | Simon Yates           | Royaume-Uni           | Mitchelton-Scott      | 68 pts                |
| 8e                    | Michał Kwiatkowski    | Pologne               | Team Sky              | 66 pts                |
| 9e                    | Danny van Poppel      | Pays-Bas              | LottoNL-Jumbo         | 66 pts                |
| 10e                   | Alessandro De Marchi  | Italie                | BMC Racing Team       | 63 pts                |

| Classement par points | Classement par points | Classement par points | Classement par points | Classement par points |
| Coureur               | Coureur               | Pays                  | Équipe                | Points                |
| --------------------- | --------------------- | --------------------- | --------------------- | --------------------- |
| 1er                   | Alejandro Valverde    | Espagne               | Movistar Team         | 117 pts               |
| 2e                    | Peter Sagan           | Slovaquie             | Bora-Hansgrohe        | 99 pts                |
| 3e                    | Dylan Teuns           | Belgique              | BMC Racing Team       | 93 pts                |
| 4e                    | Elia Viviani          | Italie                | Quick-Step Floors     | 80 pts                |
| 5e                    | Miguel Ángel López    | Colombie              | Astana                | 71 pts                |
| 6e                    | Benjamin King         | États-Unis            | Dimension Data        | 69 pts                |
| 7e                    | Simon Yates           | Royaume-Uni           | Mitchelton-Scott      | 68 pts                |
| 8e                    | Michał Kwiatkowski    | Pologne               | Team Sky              | 66 pts                |
| 9e                    | Danny van Poppel      | Pays-Bas              | LottoNL-Jumbo         | 66 pts                |
| 10e                   | Alessandro De Marchi  | Italie                | BMC Racing Team       | 63 pts                |

| Classement de la montagne | Classement de la montagne | Classement de la montagne | Classement de la montagne  | Classement de la montagne |
| Coureur                   | Coureur                   | Pays                      | Équipe                     | Points                    |
| ------------------------- | ------------------------- | ------------------------- | -------------------------- | ------------------------- |
| 1er                       | Thomas De Gendt           | Belgique                  | Lotto-Soudal               | 74 pts                    |
| 2e                        | Luis Ángel Maté           | Espagne                   | Cofidis, Solutions Crédits | 64 pts                    |
| 3e                        | Bauke Mollema             | Pays-Bas                  | Trek-Segafredo             | 60 pts                    |
| 4e                        | Benjamin King             | États-Unis                | Dimension Data             | 56 pts                    |
| 5e                        | Pierre Rolland            | France                    | EF Education First-Drapac  | 31 pts                    |
| 6e                        | Miguel Ángel López        | Colombie                  | Astana                     | 25 pts                    |
| 7e                        | Thibaut Pinot             | France                    | Groupama-FDJ               | 22 pts                    |
| 8e                        | Simon Yates               | Royaume-Uni               | Mitchelton-Scott           | 22 pts                    |
| 9e                        | Michael Woods             | Canada                    | EF Education First-Drapac  | 20 pts                    |
| 10e                       | Michał Kwiatkowski        | Pologne                   | Team Sky                   | 17 pts                    |

| Classement de la montagne | Classement de la montagne | Classement de la montagne | Classement de la montagne  | Classement de la montagne |
| Coureur                   | Coureur                   | Pays                      | Équipe                     | Points                    |
| ------------------------- | ------------------------- | ------------------------- | -------------------------- | ------------------------- |
| 1er                       | Thomas De Gendt           | Belgique                  | Lotto-Soudal               | 74 pts                    |
| 2e                        | Luis Ángel Maté           | Espagne                   | Cofidis, Solutions Crédits | 64 pts                    |
| 3e                        | Bauke Mollema             | Pays-Bas                  | Trek-Segafredo             | 60 pts                    |
| 4e                        | Benjamin King             | États-Unis                | Dimension Data             | 56 pts                    |
| 5e                        | Pierre Rolland            | France                    | EF Education First-Drapac  | 31 pts                    |
| 6e                        | Miguel Ángel López        | Colombie                  | Astana                     | 25 pts                    |
| 7e                        | Thibaut Pinot             | France                    | Groupama-FDJ               | 22 pts                    |
| 8e                        | Simon Yates               | Royaume-Uni               | Mitchelton-Scott           | 22 pts                    |
| 9e                        | Michael Woods             | Canada                    | EF Education First-Drapac  | 20 pts                    |
| 10e                       | Michał Kwiatkowski        | Pologne                   | Team Sky                   | 17 pts                    |

| Classement du combiné | Classement du combiné | Classement du combiné | Classement du combiné | Classement du combiné |
| Coureur               | Coureur               | Pays                  | Équipe                | Points                |
| --------------------- | --------------------- | --------------------- | --------------------- | --------------------- |
| 1er                   | Alejandro Valverde    | Espagne               | Movistar Team         | 14 pts                |
| 2e                    | Miguel Ángel López    | Colombie              | Astana                | 15 pts                |
| 3e                    | Simon Yates           | Royaume-Uni           | Mitchelton-Scott      | 16 pts                |
| 4e                    | Thibaut Pinot         | France                | Groupama-FDJ          | 29 pts                |
| 5e                    | Benjamin King         | États-Unis            | Dimension Data        | 35 pts                |
| 6e                    | Steven Kruijswijk     | Pays-Bas              | LottoNL-Jumbo         | 40 pts                |
| 7e                    | Dylan Teuns           | Belgique              | BMC Racing Team       | 45 pts                |
| 8e                    | Rafał Majka           | Pologne               | Bora-Hansgrohe        | 46 pts                |
| 9e                    | Nairo Quintana        | Colombie              | Movistar Team         | 48 pts                |
| 10e                   | Michał Kwiatkowski    | Pologne               | Team Sky              | 50 pts                |

| Classement du combiné | Classement du combiné | Classement du combiné | Classement du combiné | Classement du combiné |
| Coureur               | Coureur               | Pays                  | Équipe                | Points                |
| --------------------- | --------------------- | --------------------- | --------------------- | --------------------- |
| 1er                   | Alejandro Valverde    | Espagne               | Movistar Team         | 14 pts                |
| 2e                    | Miguel Ángel López    | Colombie              | Astana                | 15 pts                |
| 3e                    | Simon Yates           | Royaume-Uni           | Mitchelton-Scott      | 16 pts                |
| 4e                    | Thibaut Pinot         | France                | Groupama-FDJ          | 29 pts                |
| 5e                    | Benjamin King         | États-Unis            | Dimension Data        | 35 pts                |
| 6e                    | Steven Kruijswijk     | Pays-Bas              | LottoNL-Jumbo         | 40 pts                |
| 7e                    | Dylan Teuns           | Belgique              | BMC Racing Team       | 45 pts                |
| 8e                    | Rafał Majka           | Pologne               | Bora-Hansgrohe        | 46 pts                |
| 9e                    | Nairo Quintana        | Colombie              | Movistar Team         | 48 pts                |
| 10e                   | Michał Kwiatkowski    | Pologne               | Team Sky              | 50 pts                |

| Classement par équipes | Classement par équipes                   | Classement par équipes | Classement par équipes |
| Équipe                 | Équipe                                   | Pays                   | Temps                  |
| ---------------------- | ---------------------------------------- | ---------------------- | ---------------------- |
| 1re                    | Movistar Team                            | Espagne                | 219 h 22 min 47 s      |
| 2e                     | Bahrain-Merida                           | Bahreïn                | + 2 min 35 s           |
| 3e                     | Bora-Hansgrohe                           | Allemagne              | + 28 min 04 s          |
| 4e                     | Sky                                      | Royaume-Uni            | + 35 min 07 s          |
| 5e                     | AG2R La Mondiale                         | France                 | + 43 min 29 s          |
| 6e                     | EF Education First-Drapac p/b Cannondale | États-Unis             | + 44 min 45 s          |
| 7e                     | Dimension Data                           | Afrique du Sud         | + 49 min 34 s          |
| 8e                     | Lotto NL-Jumbo                           | Pays-Bas               | + 1 h 00 min 36 s      |
| 9e                     | Mitchelton-Scott                         | Australie              | + 1 h 00 min 56 s      |
| 10e                    | Astana                                   | Kazakhstan             | + 1 h 04 min 53 s      |

| Classement par équipes | Classement par équipes                   | Classement par équipes | Classement par équipes |
| Équipe                 | Équipe                                   | Pays                   | Temps                  |
| ---------------------- | ---------------------------------------- | ---------------------- | ---------------------- |
| 1re                    | Movistar Team                            | Espagne                | 219 h 22 min 47 s      |
| 2e                     | Bahrain-Merida                           | Bahreïn                | + 2 min 35 s           |
| 3e                     | Bora-Hansgrohe                           | Allemagne              | + 28 min 04 s          |
| 4e                     | Sky                                      | Royaume-Uni            | + 35 min 07 s          |
| 5e                     | AG2R La Mondiale                         | France                 | + 43 min 29 s          |
| 6e                     | EF Education First-Drapac p/b Cannondale | États-Unis             | + 44 min 45 s          |
| 7e                     | Dimension Data                           | Afrique du Sud         | + 49 min 34 s          |
| 8e                     | Lotto NL-Jumbo                           | Pays-Bas               | + 1 h 00 min 36 s      |
| 9e                     | Mitchelton-Scott                         | Australie              | + 1 h 00 min 56 s      |
| 10e                    | Astana                                   | Kazakhstan             | + 1 h 04 min 53 s      |